# Sorry, Sorry (bài hát)
"Sorry, Sorry" là một ca khúc được thể hiện bởi nhóm nhạc Hàn Quốc Super Junior. Phiên bản nhạc số của ca khúc được tung ra ngày 9 tháng 3 năm 2009, và là bài hát chủ đề của album phòng thu thứ ba của nhóm, Sorry, Sorry, phát hành ngày 12 tháng 3 năm 2009. Đây là ca khúc đánh dấu sự trở lại của Super Junior sau một thời gian chia ra thành các nhóm nhỏ hoạt động ở cả Trung Quốc và Hàn Quốc vào năm 2008. Nó cũng đã là ca khúc thành công nhất của Super Junior trên các bảng xếp hạng âm nhạc với tổng cộng 10 lần đứng thứ nhất trong suốt quãng thời gian quảng bá cho đến khi bị Mr.Simple đánh bại với tổng cộng 11 lần chiến thắng. Tuy vậy thì Sorry, Sorry cũng vẫn được coi là bài hát đại diện cho Super Junior.

## Lịch sử
"Sorry, Sorry" do Yoo Young-jin sáng tác và sản xuất. Bài hát là một ca khúc nhạc dance sôi động và dễ nghe, với ảnh hưởng từ nhạc funk của Mỹ và R&B đương đại, với điểm nhấn là âm thanh điện tử thuộc thể loại urban minimal funky. Đây là ca khúc mở đầu cho thể loại "SJ Funky" (Super Junior Funky) đặc trưng của Super Junior, mà các ca khúc tiếp nối sau này là Bonamana của album thứ 4 và Mr. Simple của album thứ 5.
Ca từ của "Sorry, Sorry" là một lời xin lỗi của chàng trai vì đã yêu cô gái (hay giống như là một lời bày tỏ). Các từ "Sorry" (쏘리) và "shawty" (쇼티) được lặp đi lặp lại nhiều lần trong bài hát.

## MV

Hình chụp đoạn ngay trước khi nhảy ở phần đầu MV "Sorry, Sorry".

MV được quay từ ngày 29 tháng 2 đến 1 tháng 3 năm 2009. Một đoạn teaser dài 30 giây đã được phát hành trên trang iple chính thức của Super Junior ngày 6 tháng 3 năm 2009 và MV phiên bản đầy đủ được phát hành ngày 13 tháng 3, cùng ngày với màn diễn trở lại của nhóm trên chương trình Music Bank của đài KBS. Đây là MV đầu tiên của SM Entertainment được dựng theo định dạng anamorphic với tỉ lệ là 2.39:1. Gần như suốt cả video chỉ có sự xuất hiện của 11 thành viên trong các đoạn nhảy, mặc dù ở những cảnh quay khác thì vẫn có thể thấy hai thành viên còn lại. Heechul xuất hiện ở gần cuối bài hát cho đến hết, và Kibum thì chỉ xuất hiện tại những cảnh quay cá nhân.
MV được mở đầu bằng cảnh một người phụ nữ với đôi mắt nhìn qua một khe hẹp, sau đó kéo váy và để lộ chân của mình, rồi đến thành viên Kibum tự bịt mắt mình, một lá thư được niêm phong, đôi môi người phụ nữ, và chiếc vòng ngọc mà cô ta giật ra khỏi cổ khiến những hạt ngọc bắn tứ phía. Từ đây, cảnh bắt đầu chuyển sang Super Junior với tạo dáng bất động trong phông nền đen trắng. Han Geng là người dẫn đầu triển khai đội hình nhảy. Trong vũ đạo của bài có bao gồm cả điệu nhảy ngón tay với Eunhyuk là người nhảy chính. Cả MV đều là phông nền đen trắng. Vũ đạo được dàn dựng bởi Nick Bass và người cộng sự Trent Dickens, họ đã từng cộng tác với những ngôi sao lớn quốc tế như Usher và Justin Timberlake.
MV phiên bản dance (chỉ quay cảnh nhảy của các thành viên) cũng là phông đen trắng, trong đó các thành viên mặc những bộ vest tự do (mà vài phần trong cảnh nhảy này được sử dụng ở MV chính thức). Máy quay được di chuyển lại gần và ra xa đội hình theo hướng chính diện, không có sự cắt cảnh. Trong phiên bản này, có một đoạn mà thành viên Siwon đi ra khỏi đội hình và sau đó trở lại. Ngoài ra cũng có thể thấy đoạn nhập vào đội hình của Heechul ở đoạn gần cuối khi đến câu hát của anh. Trong MV không có sự xuất hiện của Kibum.
MV "Sorry, Sorry" là MV đầu tiên được đăng tải trên kênh YouTube chính thức (cũ) của SM Entertainment là sment. MV được tải lên vào ngày 7 tháng 6 năm 2009. Hiện nay, MV này đã đạt đến khoảng 38 triệu lượt view trên kênh youtube cũ sment, và hơn 2 triệu view trên kênh mới SMTOWN, trong khi phiên bản dance của MV đạt đến khoảng 15 triệu view. Ngày 5 tháng 10 năm 2022, MV của ca khúc được cải tiến nâng cấp lên định dạng 4K chất lượng cao.

## Quảng bá và giải thưởng
Từ ngày 13 tháng 3, Super Junior đã bắt đầu quảng bá "Sorry, Sorry" trên các chương trình âm nhạc Music Bank, Music Core, và Inkigayo 3 lần mỗi tuần. Thời gian quảng bá kéo dài trong vòng 2 tháng với màn diễn cuối cùng vào ngày 16 tháng 5 năm 2009 trên chương trình Music Core. Màn trình diễn ở nước ngoài đầu tiên của "Sorry, Sorry" là ở Bắc Kinh, Trung Quốc vào ngày 1 tháng 5 năm 2009 tại Sân vận động quốc gia Bắc Kinh. Ca khúc này cũng xuất hiện cả trong blog của Perez Hilton.
"Sorry, Sorry" đạt vị trí số 1 tại M!Countdown của Mnet chỉ trong vòng 1 tuần. Nó còn đạt được vị trí số 1 tại bảng xếp hạng tháng của Music Bank đài KBS vào ngày 27 tháng 3 năm 2009 chỉ sau hai tuần đứng đầu trên bảng xếp hạng này  và còn giành chiến thắng tiếp trong tháng 4, thậm chí còn chiến thắng tiếp ba tuần nữa trong tháng 5. "Sorry, Sorry" cũng đạt được Mutizen song (vị trí số 1) tại chương trình Inkigayo của đài SBS trong 3 tuần liên tiếp, lần đầu tiên giành được "Triple Crown" trong sự nghiệp của mình tại đây. Ca khúc cũng chiến thắng tại M! Countdown của Mnet vào tuần của 9 tháng 4 và 23 tháng 4 dù Super Junior đã không có mặt để nhận giải. "Sorry, Sorry" vẫn tiếp tục trụ vững trong top 10 của Mnet suốt 12 tuần. Ca khúc này cũng thành công ở cả Philippines; đạt vị trí số 6 trên bảng xếp hạng quốc tế của MYX, Philippines. "Sorry, Sorry" còn ảnh hưởng đến cả việc tăng doanh số đĩa đơn "Many Men" của 50 Cent. Bài hát cũng xuất hiện cả trong chương trình radio của Đài Loan Hit Fm, trong top 100 ca khúc của năm 2009, với vị trí số #1.

## Thành phần tham gia
- Ca sĩ - Super Junior
- Hát đệm nền - Super Junior, Yoo Young-jin
- Chỉ đạo sản xuất - Lee Soo-man
- Sáng tác, sản xuất - Yoo Young-jin

## Bảng xếp hạng
| Quốc gia | Bảng (2009)                          | Vị trí cao nhất | Số tuần               |
| -------- | ------------------------------------ | --------------- | --------------------- |
| Hàn Quốc | M.NET M!Countdown Chart              | 1               | 2 tuần                |
| Hàn Quốc | SBS Inkigayo Take 7 Charts           | 1               | 3 tuần (Triple Crown) |
| Hàn Quốc | KBS Music Bank K-Chart               | 1               | 5 tuần                |
| Hàn Quốc | Chart Korea                          | 1               | -                     |
| Đài Loan | Hit Fm Annual Top 100 Singles Chart  | 1               | -                     |
| Đài Loan | KKBOX Singles Top 100 Weekly Chart   | 1               | 37 tuần               |
| Thái Lan | Channel V Asian TOP 50 Year End 2009 | 1               | -                     |

## Sorry Sorry-Answer
Nối tiếp sự thành công của tour diễn châu Á lần thứ hai "Super Junior the 2nd Asia Tour – Super Show 2, album lưu diễn Super Show 2 (ghi hình tại điểm dừng chân Seoul của tour từ ngày 17 đến 19 tháng 7 năm 2009) cũng đã được phát hành ngày 10 tháng 12 năm 2010. Trong đĩa DVD này có cả phiên bản phòng thu của "Sorry Sorry-Answer", một ca khúc R&B được remix từ phiên bản nhạc dance (phiên bản chính thức) của "Sorry, Sorry". Music video cho "Sorry Sorry-Answer" cũng được phát hành cùng ngày với DVD Super Show 2. Yoo Young-jin là người sáng tác và sản xuất cho ca khúc, và chính ông còn tham gia biểu diễn ca khúc chung với nhóm.
Dù trên danh nghĩa Super Junior thể hiện ca khúc, nhưng Yesung, Ryeowook và Kyuhyun (Super Junior-K.R.Y.) mới là các thành viên chính hát ca khúc thực sự, với phần rap do Eunhyuk và Donghae (Super Junior-D&E) thực hiện. Các thành viên còn lại chỉ tham gia phần hát bè.

### Thành phần tham gia
- Super Junior:
  - Hát chính và hát bè: Yesung, Ryeowook, Kyuhyun
  - Rap chính và hát bè: Eunhyuk, Donghae
  - Hát bè: Leeteuk, Heechul, Han Geng, Kangin, Shindong, Sungmin, Siwon
- Lee Soo-man - chỉ đạo sản xuất
- Yoo Young-jin - hát chính, hát bè, sáng tác, sản xuất
- Yoo Han-jin - phối khí

## Mức độ ảnh hưởng
Đây là ca khúc thành công nhất của Super Junior, góp phần không nhỏ trong việc tạo nên tên tuổi của nhóm trên phạm vi thế giới. Có rất nhiều phiên bản hát và nhảy lại ca khúc này, mà trong đó nổi tiếng nhất là một phiên bản nhảy lại được thực hiện bởi các tù nhân ở Philippines. Clip ghi hình lại cảnh các tù nhân Philippines nhảy "Sorry, Sorry" hiện nay đã đạt đến hơn 7 triệu lượt xem trên youtube.
Cho đến nay ca khúc vẫn được xem là bản hit huyền thoại của K-pop. Một số nghệ sĩ như SNSD, EXO, TWICE, BTS, LOONA,.... đã cover lại ca khúc này.